# Guangyuanaspis
Guangyuanaspis – rodzaj stawonogów z wymarłej gromady trylobitów, z rzędu Redlichina.
Żyły w okresie wczesnego kambru (ok. 530–524 mln lat temu).